# Arnaldo Alonso
Arnaldo Alonso (Asunción, 18 de diciembre de 1979) es un exfutbolista y entrenador paraguayo. Jugaba de mediocampista y su último equipo fue el Deportivo Español de Argentina. Y como técnico el último equipo al que dirigió fue al club Sportivo San Lorenzo de la Segunda División de Paraguay.

## Trayectoria
Llega el 2006 a Universitario de Deportes para jugar la Copa Libertadores 2006 anotando con el conjunto crema 4 goles en los 6 meses que estuvo fue pedido expreso de Juan Amador Sánchez, En el 2006 se marchó a Perú para jugar por Universitario de Deportes, jugó al lado del portero peruano José Carvallo, quien fue mundialista en la Copa Mundial de Fútbol de 2018.
En el 2007 al 2009 jugó en el club Deportivo Pasto de Colombia.

## Clubes

### Como jugador
| Club                   | País      | Año         |
| ---------------------- | --------- | ----------- |
| Sport Colombia         | Paraguay  | 2004        |
| 12 de Octubre          | Paraguay  | 2005        |
| Universitario          | Perú      | 2006        |
| Olimpia                | Paraguay  | 2006        |
| Sol de América         | Paraguay  | 2007        |
| Deportivo Pasto        | Colombia  | 2007 - 2009 |
| San Martín de San Juan | Argentina | 2009 - 2010 |
| Deportivo Español      | Argentina | 2010        |

### Como entrenador
| Club                 | País     | Año  |
| -------------------- | -------- | ---- |
| Sportivo San Lorenzo | Paraguay | 2021 |